# Fiat 131
Fiat 131 je automobil talijanskog proizvođača automobila Fiat. Model je predstavljen prvi puta 1974. na Torinskom autosajmu, kao nasljednik modela Fiat 124. Proizvodio se od 1974. do 1984. godine. U Italiji je proizvedeno ukupno 1 513 800 jedinica, u tri serije. Nazivan je i Mirafiori po torinskoj četvrti gdje se proizvodio. Proizvodili se s 4 ili 2 vrata.
Automobili s 4 vrata su bili slabije, obiteljski orijentirane limuzine, a s dvoje vrata (najčešće s okruglim svjetlima) su bili sportski orijentirane "limuzine".
Motori su se nudili od 1.3 (sa 65 konjskih snaga) do 2.0 TC (sa 115-139 konjskih snaga)"Twin cam" motora koji su se ugrađivali u Fiat 131 Racing (Mirafiori Sport) i Fiat 131 Abartha.
Svi fiati 131 su imali zadnji pogon.
Većina ih je imala diskove ispred a bubnjeve na stražnjem dijelu.
Mnoge zemlje proizvodile su Fiat 131 za svoje tržište uz licencu pod različitim nazivima, npr. SEAT 131 (Španjolska), Murat 131 (Turska), Polski Fiat 131p (Poljska).

## Motosport
Model Fiat 131 Abarth bio je vrlo uspješan model za reli utrke. Pobijedio je na 18 utrka svjetkog prvenstva u reliju, te dva vozača doveo do naslova svjetskog prvaka u reliju (Markku Alén 1978. i Walter Röhrl 1980.). Sezone 1977. osvojen je momčadski naslov.	 